# Korenovsk
Korenovsk (en russe : Кореновск) est une ville du kraï de Krasnodar, en Russie, et le centre administratif du raïon de Korenovsk. Sa population s'élèvait à 41 043 habitants en 2013.

## Géographie
Kerenovsk est arrosée par la rivière Beïssoujiok Levy, un affluent de la Beïssoug, et se trouve à 60 km au nord-est de Krasnodar.

## Histoire
Les origines de Korenovsk remontent à l'établissement de Cosaques, qui fondèrent en 1794 Korenevski Kouren (Кореневский курень). À partir du milieu du XIXe siècle, la localité s'appela Korenovskaïa (Кореновская). L'arrivée du chemin de fer en 1888 donna une forte impulsion au développement de la localité. Au cours de la Seconde Guerre mondiale, la communauté juive de la ville est assassinée par un einsatzgruppen sur un site de l'aérodrome de la ville. En 1961, elle reçut le statut de ville et fut renommée Korenovsk.

## Population
Recensements (*) ou estimations de la population
| 1867  | 1897*  | 1959*  | 1970*  | 1979*  |
| ----- | ------ | ------ | ------ | ------ |
| 3 825 | 10 104 | 18 242 | 26 323 | 34 967 |

| 1989*  | 2002*  | 2010*  | 2012   | 2013   |
| ------ | ------ | ------ | ------ | ------ |
| 35 768 | 40 844 | 41 166 | 41 004 | 41 043 |

## Économie
Korenovsk possède plusieurs entreprises de produits alimentaires (lait et lait en poudre, sucre, bière, volaille) et des silos de stockage de céréales. La terre noire de la région de Korenovsk offre de bonnes conditions pour l'agriculture.
Korenovsk se trouve sur la route M4 qui relie Moscou à Novorossiisk.